# Michou Hutter
Michou Hutter (* 31. Dezember 1958 in Wien) ist eine österreichische Filmeditorin und Malerin.
Michou Hutter wurde Ende der 1970er Jahre als Schnitt-Assistentin tätig. Seit den 1980er Jahren ist sie als eigenständige Editorin für Filme und Fernsehserien aktiv. Sie arbeitete öfters für den Regisseur Peter Patzak.

## Filmografie
- 1985: Coconuts
- 1986: Wahnfried
- 1987: Der Joker
- 1988: Killing Blue
- 1990: Gavre Princip – Himmel unter Steinen
- 1991: Im Dunstkreis
- 1993: Jenseits von Federn
- 1996: Brennendes Herz
- 1997: Single Bells
- 1998: Polizeiruf 110: Rot ist eine schöne Farbe
- 2000: Julia – Eine ungewöhnliche Frau (Fernsehserie, 16 Folgen)
- 2000: Probieren Sie’s mit einem Jüngeren
- 2004: Tatort: Tod unter der Orgel
- 2004–2006: SOKO Kitzbühel (Fernsehserie, 12 Folgen)
- 2007: Big Alma
- 2009: Tatort: Kinderwunsch
- 2009: Die Blücherbande
- 2010: Kottan ermittelt: Rien ne va plus
- 2012: Mord in bester Gesellschaft: Der Tod der Sünde
- 2014: Peter Turrini: Rückkehr an meinen Ausgangspunkt (Dokumentarfilm)
- 2018: I’m a Bad Guy (Dokumentarfilm)